# Lesio (powieść)
Lesio (pełny tytuł - Lesio. Powieść – nie da się ukryć – humorystyczna) – powieść kryminalno-obyczajowa Joanny Chmielewskiej, wydana w 1973 roku i wielokrotnie wznawiana. Składa się z trzech opowiadań, które łączy postać głównego bohatera i jego środowisko – kolegów z pracowni architektonicznej. Przetłumaczona na języki słowacki, rosyjski i estoński.
Bohaterem powieści jest Lesio Kubajek – roztargniony architekt o romantycznej duszy, pracujący w warszawskim biurze projektów i wiecznie spóźniający się do pracy. Jego beztroskie i roztrzepane podejście do życia często przysparza mu kłopotów i powoduje niezrozumienie wśród kolegów. Pierwowzorem postaci był Lech Jakubiak (1932–2019) – warszawski malarz i architekt.

## O powieści
Lesio jest powieścią o charakterze humorystycznym, satyrą na warunki życia w latach 60. PRL-u, razem z jego brakami i niedogodnościami. Język, charakterystyczny dla twórczości Chmielewskiej, obfituje w bogate słownictwo i tryska ciętym humorem. Lesio może być traktowany jako prequel powieści Wszyscy jesteśmy podejrzani ze względu na fakt, że z jednej strony występuje w niej kilka postaci poznanych już w tej książce, z drugiej zaś strony "Wszyscy jesteśmy podejrzani" kończy się likwidacją pracowni, w której te postacie pracują.

## Treść

### Część 1: Zbrodnia niedoskonała
Lesio codziennie wpisywany jest do księgi spóźnień w firmie, co grozi mu utratą pracy. Postanawia się uwolnić od problemu zabijając panią Matyldę, personalną. Zbrodniczy plan wymyka się jednak spod kontroli. Tymczasem księga spóźnień ginie, co sprawia, że Lesio z miejsca staje się głównym podejrzanym.

### Część 2: Napad stulecia
Stan finansowy w biurze Lesia pogarsza się z dnia na dzień. By poprawić sytuację, architekci ciężko pracują nad projektem konkursowym, który w razie wygranej podniósłby prestiż firmy i poprawił sytuację. Tymczasem Janusz, jeden z pracowników, przez przypadek odkrywa, że projekt nad którym pracuje grupa z zaprzyjaźnionego biura jest plagiatem zagranicznego modelu.
Lesio i jego koledzy postanawiają nie dopuścić do przestępstwa. Planują napad na pociąg, którym jest przewożony projekt konkurentów, i przejęcie nieuczciwego projektu. Napad stulecia szybko jednak przeobraża się w katastrofę pełną przekomicznych wypadków.

### Część 3: Droga do chwały
Do biura projektów zostaje przyjęty nowy pracownik, obywatel Danii. Brak znajomości języka rodzi całą masę zabawnych nieporozumień.
Lesio i jego koledzy zostają wysłani do niewielkiej miejscowości, by zrobić pomiary zabytkowego zamku, który ma być przygotowany do modernizacji. Przeszkody w postaci uciążliwych biurokratów sprawiają, że zespół musi zabrać się do pracy okrężną drogą. Robi to z właściwą sobie fantazją i rozmachem, co powoduje wiele zabawnych i dziwacznych wydarzeń.

### Postaci
- Lesio Kubajek – roztargniony acz utalentowany architekt. Nieszczęśliwie podkochuje się w pięknej koleżance z pracy, Barbarze. Jest pełen najlepszych chęci i zapału, jednak często jego wahania nastrojów i lekkomyślność przyczyniają się do wielu tragikomicznych pomyłek.
- Janusz – architekt, Energiczny i praktyczny. Najczęściej to on jest przywódcą brawurowych akcji grupy.
- Barbara – architekt, z powodu wyjątkowej urody obiekt westchnień kolegów z pracy. Zgryźliwa i sarkastyczna. Całkowicie pochłonięta projektami, jest nieczuła na ich zaloty. Ulega jedynie naczelnemu inżynierowi.
- Karolek – najmłodszy z całego zespołu, nieco przypomina Lesia. Nerwowy i nieśmiały.
- Bjørn – duński architekt niemówiący po polsku. Pogodny i dobroduszny, całkowicie niezaznajomiony z polskimi realiami.
- Zbyszek – Naczelny inżynier pracowni, przystojny, ma romans z Barbarą.
- Hipcio – kierownik pracowni.
- Pani Matylda – personalna zespołu, kobieta niezłomnych zasad.

### Sequel
W 1990 roku została wydana kontynuacja Lesia, Dzikie białko.